# Gandu
Gandu es un municipio brasileño del estado de Bahía. Su población, de acuerdo con el IBGE (censo en 2010), es de 30.329 habitantes. Está situada en la Microrregión de Ilhéus-Itabuna, dentro de la Mesorregión del Sur Bahiano.

## Geografía
- Latitud: 13°74' S Longitud: 39°48' W
- Área: 243,15 kilómetros cuadrados.
- Densidad demográfica: 125 hab/km²
- Población: 30.329 personas
- Clima: Caliente y húmedo
- Temperatura media anual: 25°
- Media de las máximas: 34°
- Media de las mínimas: 16°
- Precipitaciones pluviométricas: 1.100mm/año
- Relieve ondulado, Sierras: General, Papuã (Aricanguá) y Gandu
- Río con más caudal: Río Gandu.

### Hidrografía
La hidrografía de la ciudad está formada por los ríos: Gandu, con naciente en la Piedra Chata, Ganduzinho, Río del Pescado, Río Brazo del Norte que se localizan en la cuenca del este y por afluentes considerados arroyos como Tabocas de Encima, Tesuora y Minero. 